# جوتشي

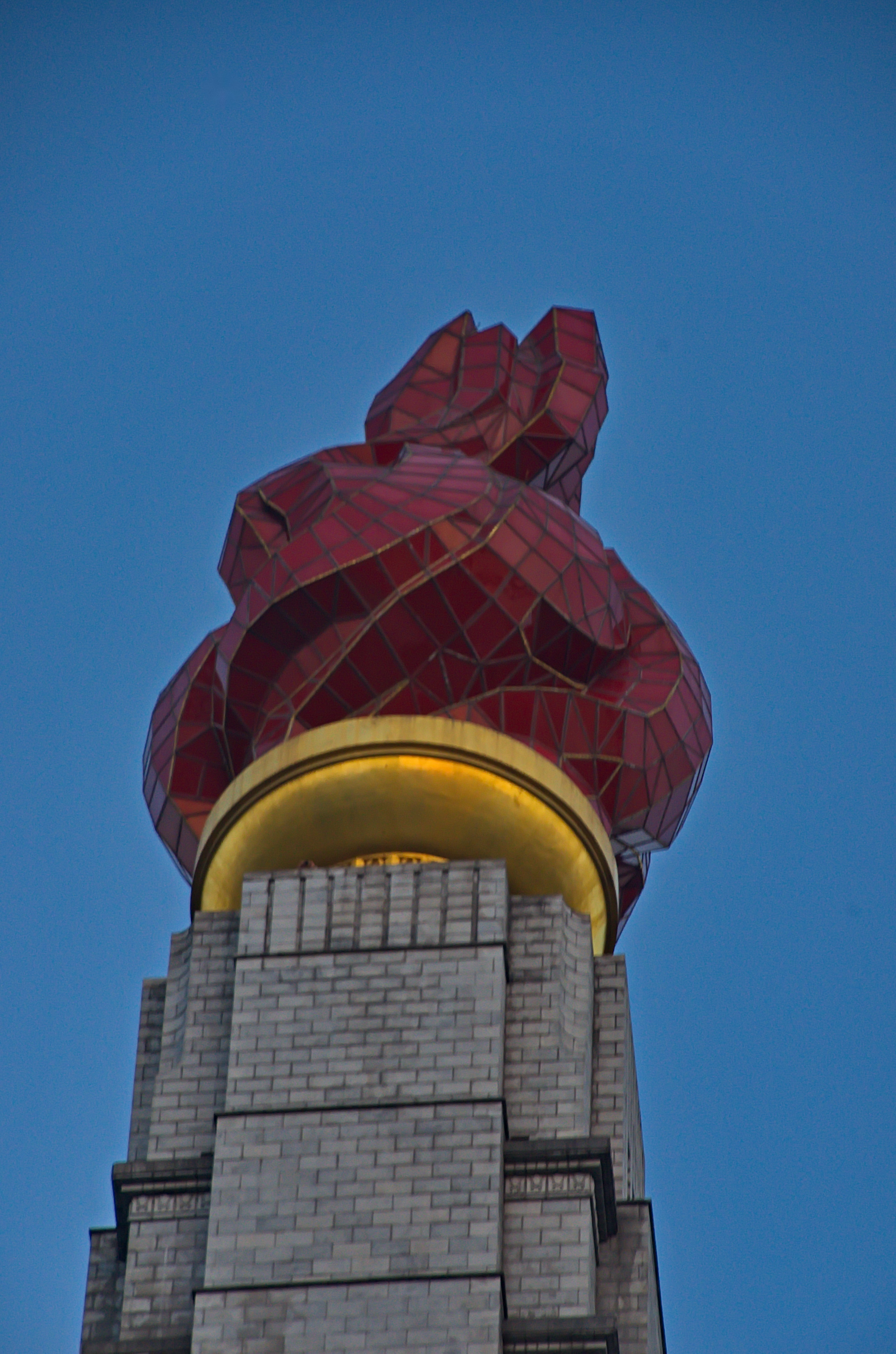
شعلة ترمز إلى جوتشي أعلى برج جوتشي في بيونغيانغ

فكرة زوتشيه (جوتشيه) العقيدة الرسمية لكوريا الشمالية. المبدأ الرئيسي فيها هو «الإنسان هو سيد كل شيء ومقرر كل شيء»، وأن جماهير الشعب هم سادة الثورة. زوتشيه هي عبارة كيم إيل سونغ، وهي تترجم أيضا إلى «الموقف المستقل» و«روح الاعتماد على الذات».
الأصل
كيم إيل سونغ قدم زوتشيه كشعار في خطابه «لإزالة الجمود العقائدي والشكلية وتأسيس زوتشيه في العمل الأيديولوجي» حيث عبر عن رفضه لسياسة الإصلاح الذاتي البيروقراطي المعتمدة في الاتحاد السوفييتي العام 1955. فكرة زوتشيه ظهرت بشكل تدريجي كمذهب أيديولوجي منظم تحت الضغوط السياسية للانشقاق الصيني السوفييتي في الستينات. بدأت كلمة زوتشيه بالظهور كشكل غير مترجم في الأعمال الكورية الشمالية منذ العام 1965. كيم إيل سونغ لخص المبادئ الأساسية لزوتشيه في ثلاثة مبادئ في خطابه العام 1965 «من أجل البناء الاشتراكي والثورة الكورية الجنوبية في الجمهورية الشعبية الديمقراطية الكورية».
المبادئ الثلاثة هي:
- استقلال في السياسة (شاجو)
- اكتفاء ذاتي في الاقتصاد (شارب)
- دفاع ذاتي في الدفاع الوطني (شاوي)

الزعيم السابق لكوريا الشمالية كيم جونغ إيل ألف رسميا البيان الحاسم حول زوتشيه في العام 1982 في وثيقة تتركز حول فكرة زوتشيه. إن لديه السلطة النهائية في تفسير العقيدة الرسمية ودمجها بسياسة سونغون (الجيش أولا) في العام 1996.

## التطبيق العملي
طبقا لكيم جونغ إيل إن تطبيق فكرة زوتشيه يستند على ما يلي:
الجماهير يجب أن يكون عندها استقلال في الفكر والسياسة (شاجو سونغ)، اكتفاء ذاتي في الاقتصاد، والاعتماد الذاتي في الدفاع.
السياسة يجب أن تعكس إرادة وتطلعات الجماهير وتستخدمهم بالكامل في الثورة والبناء.
إن طريقة الثورة والبناء يجب أن تكون متناسبة مع حالة البلاد.
إن العمل الأكثر أهمية للثورة والبناء يصبان في التعبئة الفكرية للجماهير كشيوعيين وتعبئتهم من أجل العمل البناء.
تتطلب نظرية زوتشيه الولاء المطلق أيضا للحزب والزعيم. في كوريا الشمالية هم حزب العمل الكوري وكيم جونغ إيل.
في كوريا الشمالية، كانت أول التطبيقات لفكرة زوتشيه هي الخطة الخمسية (1956 – 1961)، والتي عرفت بحركة تشو ليما، والتي تمت على طريقة تشونغسان ري ونظام عمل تيان. تضمنت هذه الخطة الخمسية التنمية الاقتصادية السريعة في كوريا الشمالية، وتشجيع الصناعة الثقيلة، لضمان الاستقلال السياسي عن الاتحاد السوفييتي ونظام ماو تسي تونج في الصين. حركة تشو ليما، دمجت بين الخطة الخمسية السوفييتية والماوية، حيث اعتمدت على التخطيط الرسمي المركزي وتسريع النمو الاقتصادي نحو الأمام. كوريا الشمالية نجحت في تفادي المصاعب التي تواجه تسريع النمو نحو الأمام.
على الرغم من تطلعاتها للاكتفاء الذاتي، كوريا الشمالية اعتمدت على المساعدة الاقتصادية من البلدان الأخرى. كوريا الشمالية استلمت أغلب مساعدتها من الاتحاد السوفييتي حتى انهياره العام 1991. بعد الحرب الكورية اعتمدت كوريا الشمالية على المساعدات والقروض الاقتصادية من البلدان الاشتراكية بين العام 1953 و1963 واعتمدت إلى حد كبير على المساعدة الصناعية السوفييتية من 1953 حتى 1976. بعد سقوط الاتحاد السوفييتي، دخل الاقتصاد الكوري الشمالي في أزمة حادة، تسببت في عجز في البنى التحتية ما أدى إلى المجاعة الجماعية لمنتصف التسعينات. بعد عدة سنوات من المجاعة وافقت جمهورية الصين الشعبية على أن تكون البديل للإتحاد السوفييتي كمجهز رئيسي للمساعدات، بتموين 400 مليون دولار سنويا من المساعدات الإنسانية. منذ العام 2007، استلمت كوريا الشمالية تجهيزات كبيرة أيضا من زيت الوقود الثقيل والمعونة التقنية.

## العلاقة مع الماركسية، الستالينية، والماوية
في العام 1972، زوتشيه حلت محل الماركسية اللينينية في الدستور الكوري الشمالي وأصبحت العقيدة الرسمية للبلاد، وهذا جاء كرد على الانشقاق الصيني السوفييتي. زوتشيه عرفت أنها التطبيق الخلاق للماركسية اللينينية. كيم إيل سونغ أكد أن زوتشيه ليست أصلية لكوريا الشمالية ولكنها وضعت للحد من التوجيه البرمجي المتأصل في البلدان الماركسية اللينينية.
بعد انهيار الاتحاد السوفييتي العام 1991، الممول الاقتصادي الأكبر لكوريا الشمالية، كل الإشارات للماركسية اللينينية أسقطت من دستور 1998 المعدل. لكن أسلوب الكلام الماركسي اللينيني بقي قيد الاستعمال على سبيل المثال الاشتراكية والشيوعية. وفي منتصف التسعينات عندما دمجت سياسة سونغون مع زوتشيه الكورية أصبح الجيش هو القوة الرئيسية الثورية في كوريا الشمالية وليس الطبقة العاملة.
يصف العديد من المعلقين والصحفيين والسياسيين كوريا الشمالية بالبلاد الستالينية. ولكن العديد من المتخصصين ميزوا كوريا الشمالية فوصفها البعض بأنها بلاد نقابية: تحكمها المنظمات والاتحادات الكبيرة، ويصفها الليبراليين بأنها فاشية ثيوقراطية مناصرة للملكية.
بيانات وخطابات كيم إيل سونغ في الأربعينيات والخمسينيات تؤكدان بأن الحكومة الكورية الشمالية قبلت نظرية جوزيف ستالين «الاشتراكية في بلاد واحدة» والاكتفاء الذاتي الاقتصادي. كيم إيل سونغ كان المعجبين الكبار بستالين، فقال فيه: «إن ستالين هو ملهم الناس الذين يكافحون من أجل الحرية والاستقلال»، وقال أيضا: «مات ستالين. القلب المتحمس للزعيم العظيم للبشرية التقدمية توقف عن النبض. هذه الأخبار الحزينة نزلت كالبرق على كوريا، الجنود، العمال، الفلاحين، الطلاب، وكل سكان كوريا الجنوبية والشمالية سمعوا الأخبار الحزينة بحزن عميق».
بعد موت ستالين أوقفت كوريا الشمالية التملق العلني للزعيم السوفييتي. لكن النظام الكوري رفض أن يحذو سياسة الإصلاح السياسي السوفييتي، فرض ما سمي بالتصحيحية الحديثة أو أن ينضم لمجلس المساعدة الاقتصادية المتبادلة (كوميكون)، المنظمة التجارية الدولية التي ربطت بين الولايات الماركسية اللينينية والتنمية الاقتصادية في الاتحاد السوفييتي. في الوقت الحاضر، الحكومة الكورية الشمالية لم تربط بين زوتشيه وأفكار ستالين.
كذلك فإن تأثير الماوية لا يعترف به رسميا في كوريا الشمالية، كتاب، وخطاب كوريا الشمالية استعملوا الأفكار الماوية مثل مفهوم التجديد الذاتي، في الخمسينات والستينات. كذلك تأثر الفن الكوري بالنظريات الماوية للفن. كذلك أيد كيم إل سونغ ماو في سياسة معاداة الستالينية السوفييتية. وكان كيم إيل سونغ عضوا في الحزب الشيوعي الصيني في شبابه، وكذلك حاكى كيم إيل سونغ سياسة ماو في القفزة نحو الأمام، ونظريته من الخط الجماعي، والتقليد الفدائي. زوتشيه لا تشترك مع الماوية في إبداء الفلاحين على العمال والقرية على المدينة.
بعد موت ماو سياسات ماو الاشتراكية المستندة على الفلاحين انتهت في الصين. أطلق دنج زيؤبينغ برنامج تحديث، وجرى في الصين إصلاحات اقتصادية شاملة التي دمجت عناصر اقتصاد السوق. رفضت كوريا الشمالية هذه السياسة وذلك خوفا من المساومة على زوتشيه وزعزعة الأمن السياسي وحصول توتر سياسي. بعد انهيار الاتحاد السوفييتي بدأت كوريا الشمالية بسياسة محاكاة انتقائية وتجريبية وحذرة من النموذج السوفييتي.
حيث نجحت في جذب الرأسمال الأجنبي ضمن التوجيه البرمجي لزوتشيه. وأنشأت منطقة اقتصادية خاصة هي شينزهين، ثم منطقة أخرى من رأسمال الدولة هي راجين سونبونغ. دستور العام 1998 تعهد بالدفاع عن الملكية الخاصة والمشاريع المشتركة مع الدول الرأسمالية، وقام بإصلاحات في أنظمة الأجور والأسعار في العام 2002. وتقبل نظرية «اقتصاد السوق الاشتراكي»، وإحداث تغييرات عليها وجعلها اقتصاد زوتشيه الاشتراكي.
تؤكد كوريا على دور القومية في زوتشيه، طبقا لكيم إيل سونغ في "أسئلة حول الانتقال من الرأسمالية إلى الاشتراكية ودكتاتورية البروليتاريا" وكيم جونغ إيل "للحفاظ على هوية زوتشيه والهوية الوطنية في الثورة والبناء، وهدف الثورة والبناء تحت راية زوتشيه هو تأسيس اشتراكية وشيوعية ضمن الحدود الوطنية لكوريا الشمالية. وعلى عكس الماركسية الكلاسيكية ترى زوتشيه بأن القومية الكورية أساسها الدم، وأن الدولة القومية الكورية ستبقى للأبد، وأن الكوريين سيعيشون دائما في كوريا ويتكلمون اللغة الكورية.
بالرغم من قومية زوتشيه، جادل الكوريين الشماليين بأن البلدان الأخرى يجب أن تتعلم من زوتشيه وتكييف مبادئها مع شروطها القومية. تعترف زوتشيه الكورية بالماركسية الكلاسيكية، وتطوراتها اللاحقة إلى الماركسية اللينينية السوفييتية. إن الموقف الرسمي بالنسبة لكيم جونغ إيل في كتابه «فلسفة زوتشيه فلسفة ثورية أصلية» بأن زوتشيه عقيدة جديدة تماما أسسها كيم إيل سونغ، ولا تعتمد على الماركسية الكلاسيكية.
في حين أن زوتشيه قد صيغت وفقا للخصوصيات القومية لكوريا الشمالية، بدلا من مطابقة الماركسية الاشتراكية الدولية (يا عمال العالم اتحدوا حيث ليس للعمال دولة)، فالحكومة الكورية لا تشير إلى الأمميين الكلاسيكيين، ونادرا ما تذكر الماوية.

## نقد
إن منظمات حقوق الإنسان لا ترى أي مقاربة بين كوريا الشمالية ونظرية زوتشيه. وتعتمد البلاد على المساعدات الخارجية والاستيراد، وليس للجماهير آراء في اتخاذ القرارات. كما أن سياسات كيم جونغ إيل وممارسته العزلة والانغلاق على البلاد حول زوتشيه إلى دين، وكيم إيل سونغ إلى اله.

## في الدول الأخرى
أثناء الحرب الباردة، روجت كوريا الشمالية لزوتشيه ومبدأ الاعتماد على الذات داخل البلدان، خصوصا في دول العالم الثالث، من أجل تطوير اقتصادهم. فحاولت تصديرها إلى اندونيسيا ورومانيا. أكد كيم جونغ إيل أن زوتشيه يجب أن لا تطبق اتكالي أي كالنموذج الكوري، بل يجب أن يطبق بالطرق التي تناسب حالة البلاد.
بين العام 2007 و2009 شهد انطلاق ثلاث أحزاب شيوعية زوتشيه تتميز باختلافاتها على أساس فكرة زوتشيه وتضع برامجها المختلفة على هذا الأساس وهي:
-	حزب شيوعية زوتشيه الفرنسي: حزب شيوعي زوتشيه يدعو إلى الاشتراكية في فرنسا، ويدعم كوريا الشمالية.
-	حزب زوتشيه الإسباني: حزب ثوري زوتشي تأسس في العام 2007 أعلى هيئة فيه هي اللجنة المركزية، وهو حزب غير قومي يطمح للاشتراكية في إسبانيا.